# Góra Przemysła

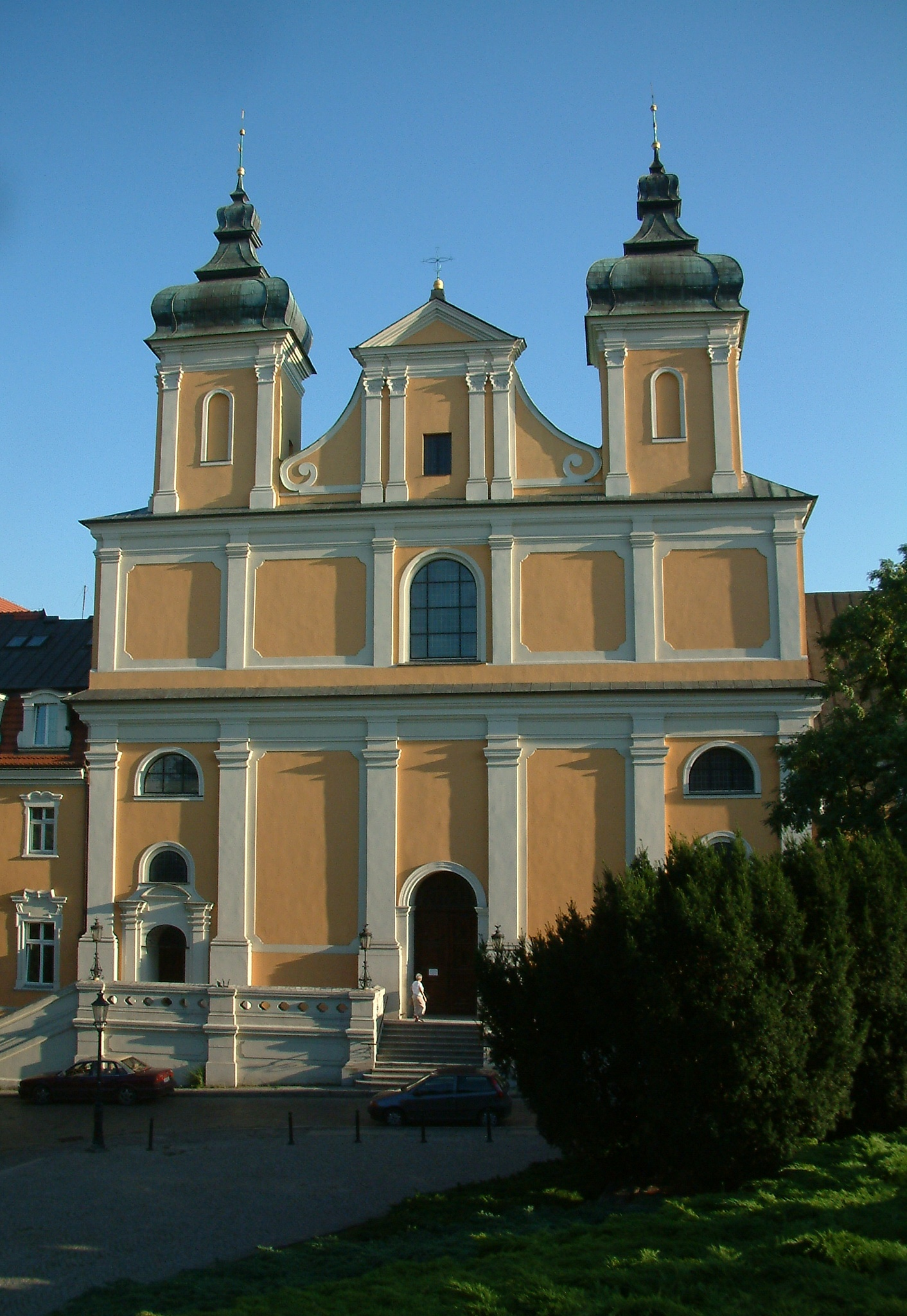
Kościół św. Antoniego Padewskiego

Góra Przemysła (urzędowo Wzgórze Przemysława, dawniej Góra Zamkowa, Góra Przemysława) – nieznacznie wyniesiona część Starego Miasta w Poznaniu (ostaniec erozyjny wyższego poziomu terasowego Warty), znajdująca się na zachód od Starego Rynku. Za Górę Przemysła uważa się teren pomiędzy ulicami: 23 Lutego, Ludgardy, Muzeum Narodowym i Alejami Marcinkowskiego. Na wzniesieniu tym znajduje się nowo odbudowany Zamek Królewski – dawna rezydencja króla Przemysła II.

## Geologia
Pod względem geologicznym góra składa się w przeważającej mierze z gliny.

## Toponimia
Nazwy Góra Zamkowa używano przynajmniej od XV w. jako mons castrensis, czy też wzmiankowane w 1510 – in monte sub castro.
Dawniej używano nazwy Góra Zamkowa. W użyciu jest także popularna, acz niepoprawna historycznie, nazwa Góra Przemysława.
W 1982 r. ustalono urzędowo dla tej części miasta nazwę Wzgórze Przemysława.
Nazwa Góra Przemysława powstała od imienia, będącym wtórną postacią słowiańskiego antroponimu Przemysł. Z powodu utraty przejrzystości słowotwórczej pierwowzoru, powstała typowa forma z końcówką -sław. Rada Miasta Poznania w 1998 uznała, że ta forma imienia w niczym nie upamiętnia postaci książąt zasłużonych dla Poznania i zmieniła nazwę ulicy na prawidłową formę imienia – Góra Przemysła. Ulicy Starego Miasta nadano nazwę Góra Przemysła.
W Wykazie urzędowych nazw miejscowości i ich części, państwowym rejestrze nazw geograficznych oraz Krajowym Rejestrze Urzędowym Podziału Terytorialnego Kraju pod pojęciem część miasta nadal widnieje nazwa Wzgórze Przemysława.

## Historia
W czasie lokacji Poznania (1253) wzgórze stanowiło dominujący element założenia nowego miasta, przeniesionego tutaj z Ostrowa Tumskiego. Wzgórze zostało wykorzystane na ulokowanie niewielkiego zamku, który wszedł w obręb zespołu fortyfikacyjnego. Zamek w XIV w. rozbudował Kazimierz III Wielki. Historia Wzgórza była odtąd nierozerwalnie związana z Zamkiem Królewskim w Poznaniu. W XVIII i XIX w. resztki zamku zostały zlikwidowane, a teren zabudowano innymi budynkami. Obecnie istnieją plany odbudowy zamku w formach historycznych. Tymczasem na Wzgórzu działa Muzeum Sztuk Użytkowych.

## Walory historyczne i krajobrazowe
Góra Przemysła jest enklawą zieleni w tej części Starego Miasta – znajduje się tutaj sporo starych drzew (m.in. ogród na tyłach Pałacu Działyńskich). Najważniejsze obiekty w obrębie Wzgórza to, oprócz Zamku, pomnik 15. Pułku Ułanów Poznańskich i Kościół św. Antoniego Padewskiego – barokowy z XVII w., jak również ścieżki spacerowe wokół Zamku Królewskiego. Teren Wzgórza jest popularnym miejscem rekreacji mieszkańców Poznania i turystów oraz jedną z bardziej fotografowanych okolic Starego Miasta.